# Дечко (часопис)
Дечко је био први, и за време свог постојања једини геј часопис у Србији који је излазио сваког месеца од 2001. до 2004. Часопис је издавала новосадска организације Њу Ејџ Рејнбоу, а главни и одговорни уредник био је Атила Ковач.
Часопис се могао купити на киосцима широм Србије, Црне Горе и Републике Српске.
Часопис дуго времена није био уписан у регистар јавних гласила, иако је захтев поднет у августу 2001, пре него што је часопис почео да излази. Комитет правника је у децембру 2001. године поднео тужбу Уставном суду Републике Србије. Часопис је уписан у регистар јавних гласила тек у марту 2003. године.
У јулу 2004. године у Београду је нападнут менаџер часописа Абдел-Латиф Хамада и задобио тешке телесне повреде.
Часопис је престао да излази крајем 2004. године када је менаџер часописа напустио Србију са финансијским средствима намењеним за његово штампање.